# Baškovce (Humenné)
Baškovce (ungarisch Felsőbaskóc – bis 1907 Baskóc) ist eine Gemeinde im Osten der Slowakei mit 388 Einwohnern (Stand: 31. Dezember 2024), die zum Okres Humenné, einem Kreis des Prešovský kraj, gehört. Sie ist Teil der traditionellen Landschaft Zemplín.

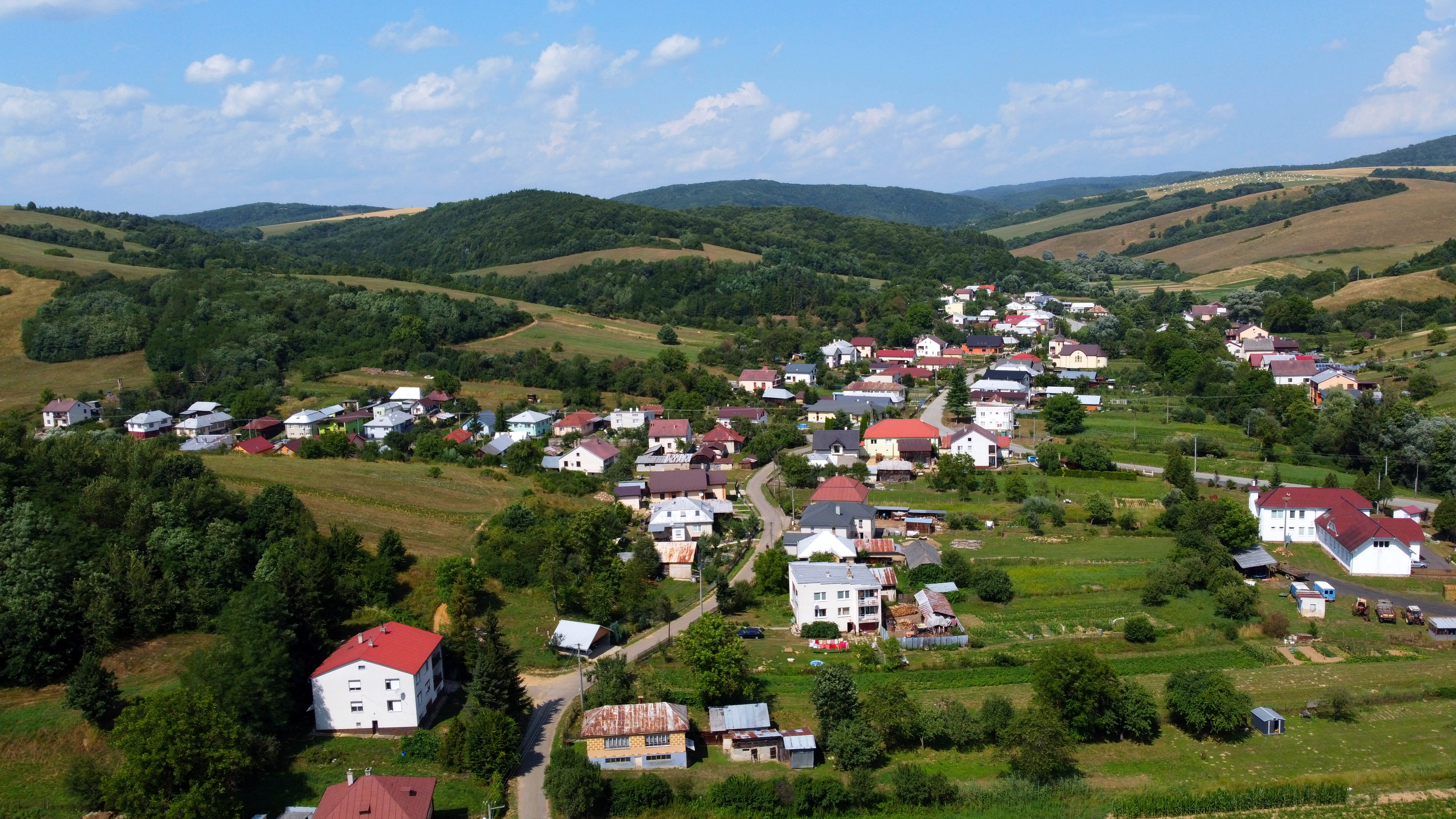
Blick zum Ort

## Geographie
Die Gemeinde befindet sich in den Niederen Beskiden am Übergang vom südwestlich gelegenen Bergland Ondavská vrchovina in das nordöstlich liegende Bergland Laborecká vrchovina, im Tal des kleinen Flusses Ondavka, wo er den linksseitigen Bach Jamný potok sowie die rechtsseitige Černina aufnimmt, im Einzugsgebiet der Ondava. Das Ortszentrum liegt auf einer Höhe von 198 m n.m. und ist 14 Kilometer von Humenné entfernt.
Nachbargemeinden sind Turcovce im Norden, Vyšné Ladičkovce im Osten, Sopkovce im Südosten, Ohradzany im Süden, Víťazovce im Südwesten und Černina im Westen und Nordwesten.

## Geschichte
Baškovce wurde zum ersten Mal 1410 als Buchka, Bochka schriftlich erwähnt. Das Dorf war Teil des Herrschaftsgebiets von Großmichel, ab 1598 war es Besitz des Geschlechts Drugeth und im späten 18. Jahrhundert der Familie Dernath. 1715 gab es eine Mühle und sieben Haushalte. 1787 hatte die Ortschaft 33 Häuser und 300 Einwohner, 1828 zählte man 30 Häuser und 229 Einwohner, die als Fuhrleute und Landwirte tätig waren. Die Einwohner nahmen am Ostslowakischen Bauernaufstand von 1831 teil.
Bis 1918 gehörte der im Komitat Semplin liegende Ort zum Königreich Ungarn und kam danach zur Tschechoslowakei beziehungsweise heute Slowakei. Auch in der Zeit der ersten tschechoslowakischen Republik verblieben die Einwohner bei traditionellen Einnahmequellen, dazu waren sie als Besenmacher und Köhler beschäftigt. Während des Zweiten Weltkriegs kämpfte im Herbst 1944 die Partisanengruppe Čapajev in der Gegend. Nach dem Zweiten Weltkrieg pendelte ein Teil der Einwohner zur Arbeit nach Humenné, die Landwirte waren privat organisiert, nachdem die örtliche Einheitliche landwirtschaftliche Genossenschaft (Abk. JRD) 1953, nach nur einem Jahr des Bestehens, aufgelöst wurde.

## Bevölkerung
| Jahr                | 1994 | 2004    | 2014    | 2024    |
| ------------------- | ---- | ------- | ------- | ------- |
| Anzahl der Personen | 438  | 426     | 427     | 388     |
| Unterschied         |      | −2,73 % | +0,23 % | −9,13 % |

| Jahr                | 2023 | 2024    |
| ------------------- | ---- | ------- |
| Anzahl der Personen | 395  | 388     |
| Unterschied         |      | −1,77 % |

Nach der Volkszählung 2011 wohnten in Baškovce 428 Einwohner, davon 421 Slowaken und ein Tscheche. Sechs Einwohner machte keine Angabe zur Ethnie.
408 Einwohner bekannten sich zur römisch-katholischen Kirche und drei Einwohner zur griechisch-katholischen Kirche. Ein Einwohner bekannte sich zu einer anderen Konfession, zwei Einwohner waren konfessionslos und bei 14 Einwohnern wurde die Konfession nicht ermittelt.

## Bauwerke und Denkmäler
- römisch-katholische Kirche Unbefleckte Empfängnis Mariä

## Verkehr
Durch Baškovce führt die Cesta III. triedy 3828 („Straße 3. Ordnung“) von Ohradzany heraus und weiter nach Turcovce und Hrubov. Im Ort beginnt die Cesta III. triedy 3829 nach Černina.